# Кшнякин, Игорь Иванович
Игорь Иванович Кшнякин (азерб. İqor İvanoviç Kşnyakin; 19 мая 1962, Баку — 25 декабря 2024, близ Актау) — азербайджанский пилот гражданской авиации. Командир потерпевшего катастрофу близ Актау самолёта Embraer E190 «Азербайджанских авиалиний». Национальный герой Азербайджана (2024; посмертно).

## Биография
Игорь Иванович Кшнякин родился 19 мая 1962 года в Баку.   Первую летную подготовку Игорь Кшнякин прошёл в 1982 году в Сасовском лётном училище гражданской авиации имени Героя Советского Союза Г. А. Тарана по специальности «пилот». Свою трудовую деятельность Кшнякин начал в этом же 1982 году вторым пилотом самолёта Ан-2 Евлахского объединенного авиационного отряда.
С 6 января 1984 года Игорь Кшнякин работал вторым пилотом самолета Ан-2 Забратского объединенного авиационного отряда, а с 1990 года — вторым пилотом самолета Як-40 Азербайджанского управления гражданской авиации.
В 1992 году Игорь Кшнякин окончил Российский государственный гидрометеорологический институт по специальности «метеоролог».
В 1994 году был назначен командиром самолета Як-40, а в 1997 году — командиром самолета Як-40 Национальной авиационной компании «Азал». В 1998 году Кшнякин был назначен вторым пилотом самолета Ту-134. В 2005 году был назначен на должность командира воздушного судна Ан-140, а с 2008 года — на должность командира воздушного судна ATR-42/72.
3 июня 2013 года, успешно завершив курс переподготовки на самолёте Embraer E-170/190, Игорь Кшнякин был переведен на должность пилота-стажёра этого же самолёта. С 11 декабря 2013 года назначен командиром воздушного судна Embraer-170/190 Лётной службы управления производства полётов ЗАО «Азербайджанские авиалинии».
В 2020 году во время полёта из Баку в Москву одному из пассажиров судна, которым управлял Кшнякин в качестве командира воздушного судна, стало плохо. Кшнякину удалось совершить экстренную и мягкую посадку, благодаря чему человек остался жив.
Кшнякин имел 15 тысяч часов полётов, из которых 11 тысяч — в качестве командира воздушного судна.

### Гибель
25 декабря 2024 года самолёт Embraer E190 «Азербайджанских авиалиний» выполнял пассажирский рейс № 8243 по маршруту Баку—Грозный. По предварительным результатам расследования власти Азербайджана и авиакомпания сообщили, что самолёт потерпел крушение в Казахстане после «внешнего физического и технического воздействия». Согласно азербайджанским правительственным источникам, самолёт был поражён российской ракетой класса «земля-воздух» в момент отражения атаки украинских БПЛА на аэропорт Грозный. Осколки ракеты поразили пассажиров и членов экипажа, взорвавшись рядом с самолётом. Один из азербайджанских источников, знакомых с ходом расследования, сообщил агентству Reuters, что предварительные результаты показали, что самолёт был поражён российской системой ПВО «Панцирь-С», а его системы связи были парализованы системами радиоэлектронной борьбы на подлёте к Грозному. Из-за сложных погодных условий в ближайших аэропортах и отказа систем управления командир принял решение лететь через Каспийское море в сторону аэропорта Актау, расположенного в равнинной местности в Казахстане.

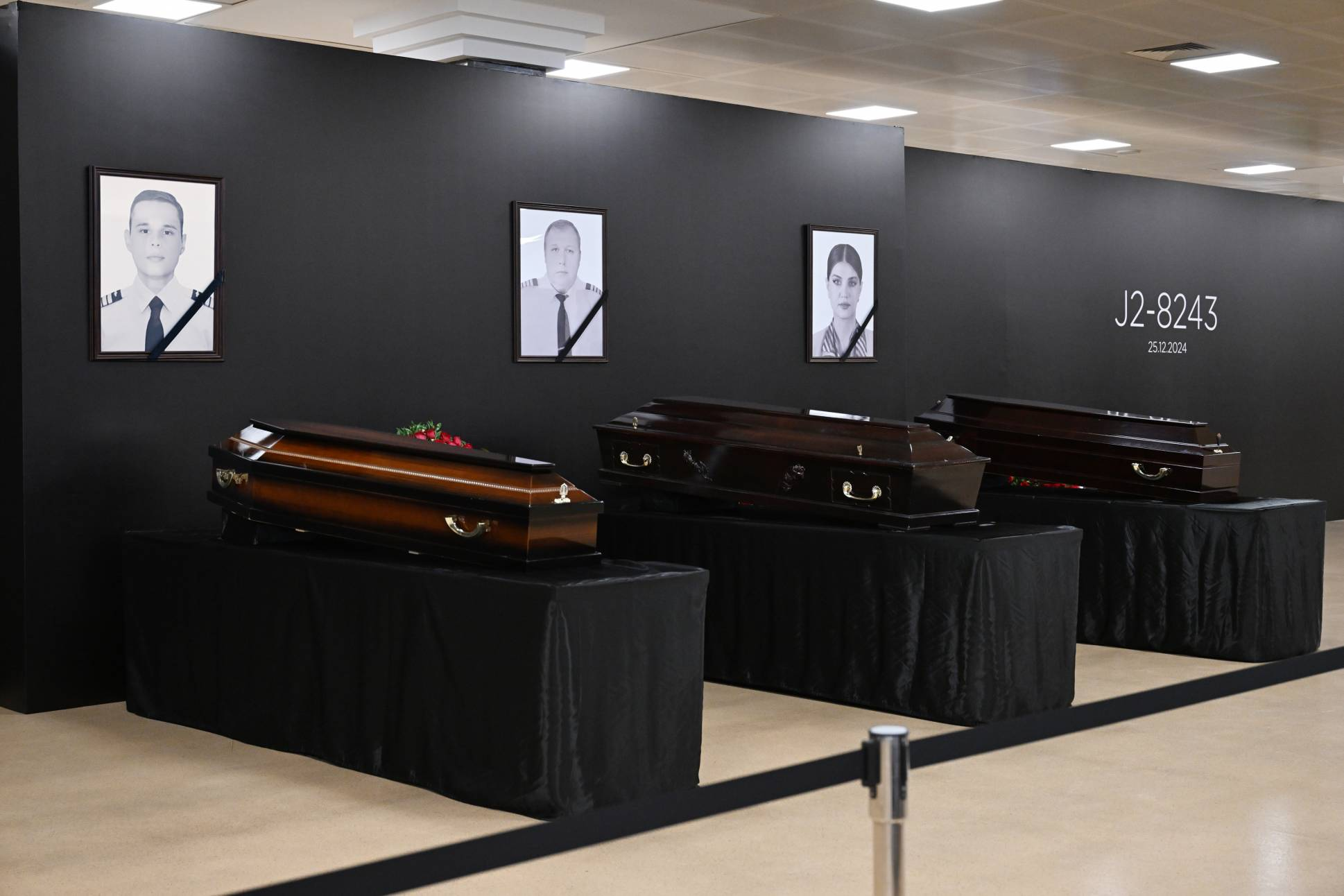
Церемония прощания с погибшими членами экипажа рейса J2-8243 (гроб с телом Кшнякина — посередине). Международный аэропорт имени Гейдара Алиева

На подлёте к Актау, сделав две петли над аэропортом, самолёт рухнул рядом со взлётно-посадочной полосой (ВПП) и загорелся. На борту самолёта находилось 67 человек (62 пассажира и 5 членов экипажа), из них выжило 29, включая двух членов экипажа. Кшнякин, второй пилот и старшая бортпроводница погибли.
Как позже рассказал выживший бортпроводник самолёта Зульфугар Асадов, первоначально Кшнякин собирался совершить посадку на воду, так как, как сказал ему сам командир самолёта, ему «посоветовали» посадить самолёт в море, но затем он решил совершить аварийное приземление на землю. Чтобы избежать потерь среди гражданских, пилоты увели самолёт подальше от жилых домов села в сторону окрестностей авиагавани. Как отметил экс-заместитель председателя Комитета гражданской авиации Казахстана авиаэксперт Серик Мухтыбаев, пилоты самолёта из-за отказа гидравлических систем, скорее всего, пытались управлять только тягой двигателя, что практически крайне сложно. В связи с этим, пилоты пытались выбрать наиболее оптимальную траекторию и место для посадки. По мнению Мухтыбаева, экипаж судна сделал всё возможное для того, чтобы посадить самолёт более-менее благополучно.
28 декабря, на третий день после катастрофы, по инициативе российской стороны состоялся телефонный разговор Президент России и Азербайджана. Президент Азербайджана Ильхам Алиев во время разговора заявил, что пассажирский самолёт «Азербайджанских авиалиний», находясь в воздушном пространстве России, «подвергся внешнему физическому и техническому воздействию извне и полностью потерял управление, был направлен в казахстанский город Актау и смог совершить аварийную посадку только благодаря храбрости и профессионализму пилотов». Алиев отметил, что «на фюзеляже самолета имеются многочисленные пробоины, пассажиры и члены экипажа, еще находясь в воздухе, получили ранения от посторонних частиц, пробивших обшивку и попавших в салон самолета, и что свидетельства выживших бортпроводников и пассажиров самолета подтверждают факт внешнего физико-технического воздействия». Президент России Владимир Путин извинился перед Ильхамом Алиевым за то, что «трагический инцидент произошел в воздушном пространстве России», заявив, что в это время Грозный, Моздок и Владикавказ атаковали украинские боевые беспилотные летательные аппараты, упомянув также работу российского ПВО, но не признав, что именно это стало причиной падения лайнера.
В ночь на 29 декабря тело Игоря Кшнякина спецбортом было доставлено в Баку. В этот же день состоялась церемония прощания с пилотом и другими погибшими членами экипажа, на которой присутствовали президент Азербайджана Ильхам Алиев и вице-президент страны Мехрибан Алиева. Кшнякин был похоронен на II Аллее почётного захоронения в Баку.

## Награды

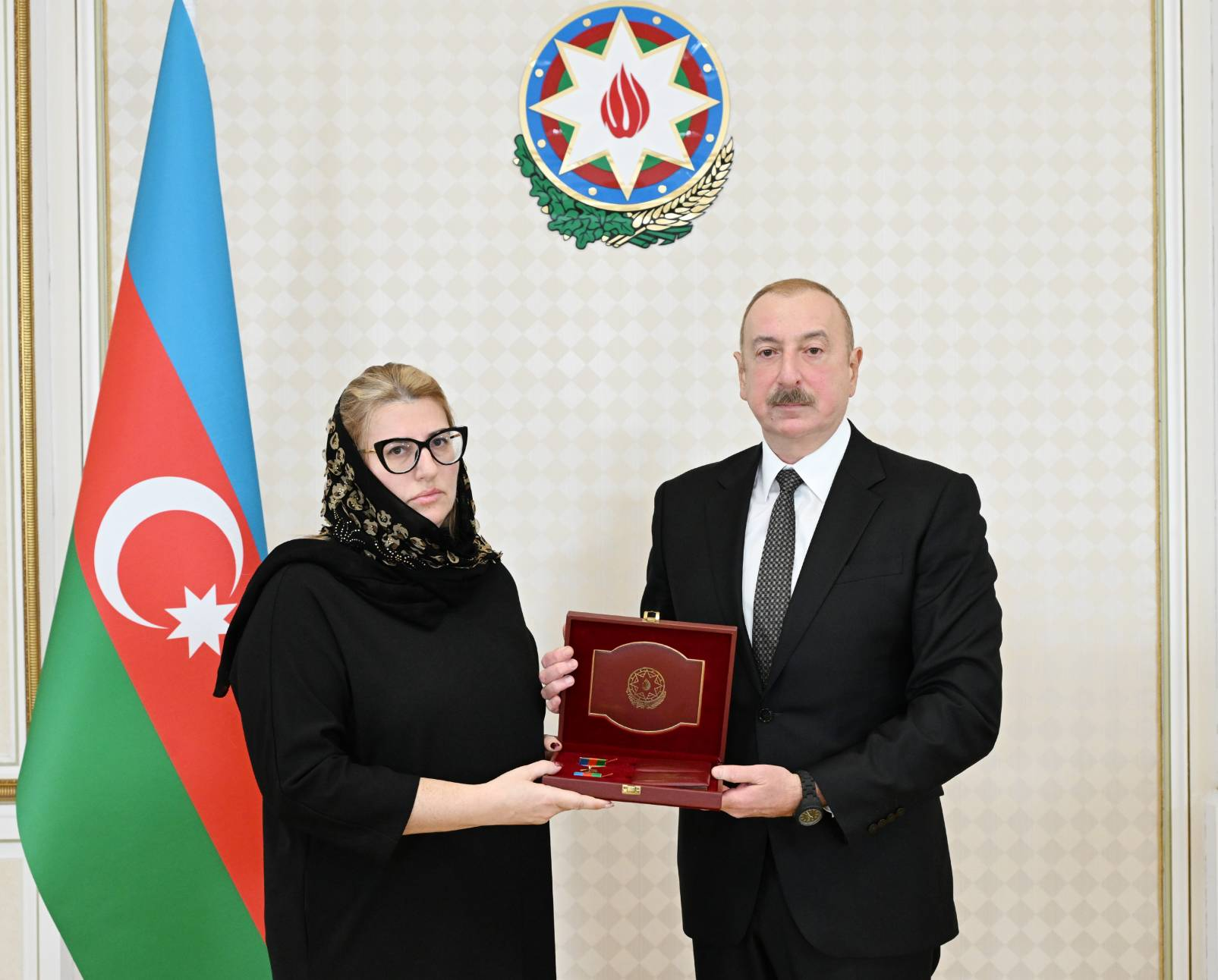
Президент Азербайджанской Республики Ильхам Алиев вручает супруге Игоря Кшнякина медаль Национального героя Азербайджана её мужа

Распоряжением президента Азербайджанской Республики Ильхама Алиева от 29 декабря 2024 года Игорю Ивановичу Кшнякину «за высокий профессионализм, мужество и самоотверженность, проявленные при исполнении служебных обязанностей и спасении жизней пассажиров» во время авиакатастрофы, произошедшей при выполнении рейса Баку—Грозный пассажирского самолёта Embraer 190 ЗАО «Азербайджанские авиалинии» было присвоено звание Национального героя Азербайджана (посмертно) .

## Семья
- Жена — Яна Кшнякина[28];
  - Сын — Олег Кшнякин, сотрудник авиакомпании «ЮТэйр»[2];
  - Дочь — Наталья Кшнякина (род. 1997), сотрудница «AZAL Lounge»[3].
  - Дочь — Анастасия Кшнякина, представительница Федерации гимнастики Азербайджана по направлению «Гимнастика для всех»[29];
  - Дочь — Дарья Кшнякина, представительница Федерации гимнастики Азербайджана по направлению «Гимнастика для всех»[29].